# Тоньюкук

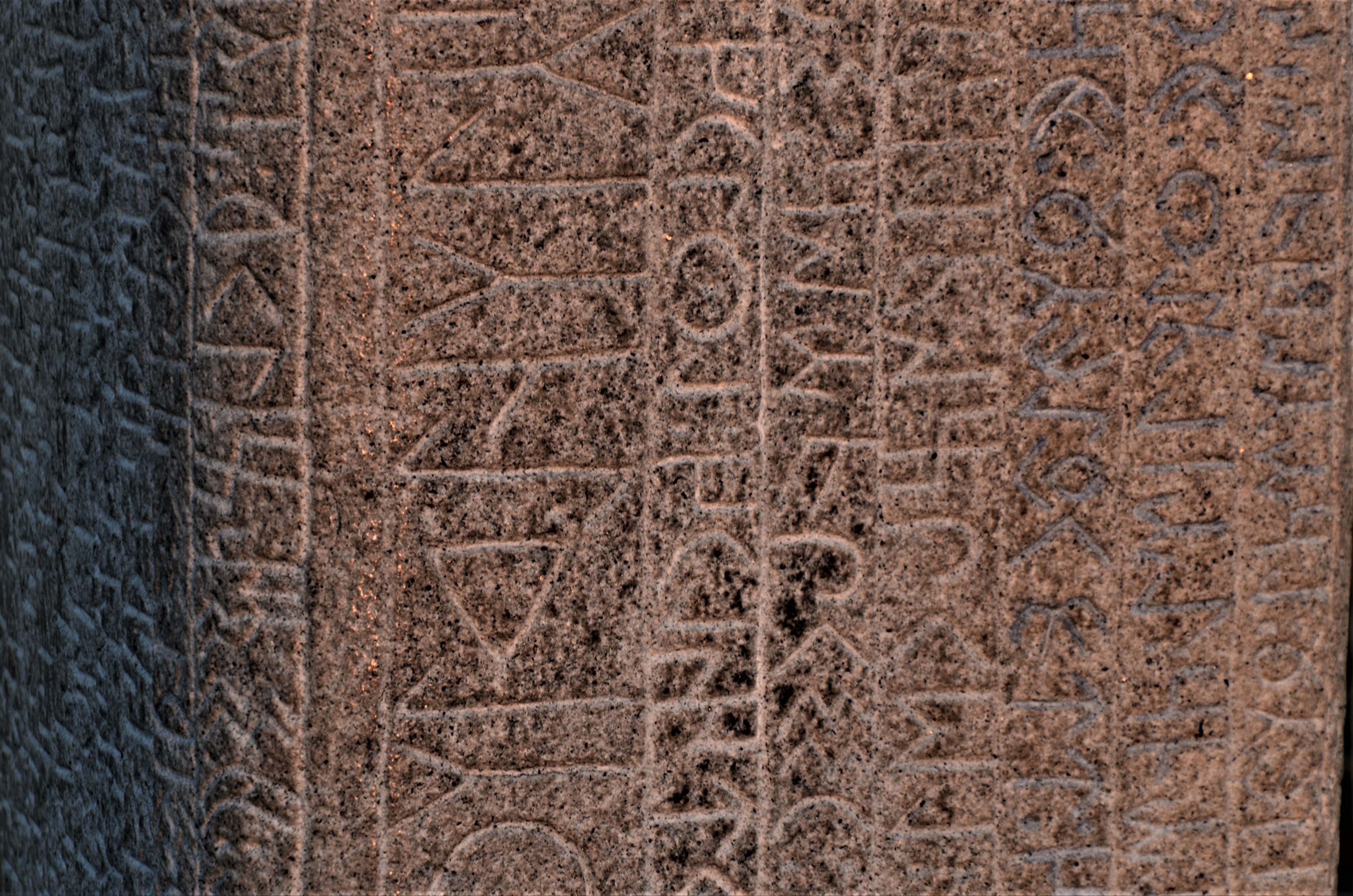
Фрагмент текста Надписи Тоньюкука в Баин-Цокто

Тоньюкук (др. тюрк. ‏𐱃𐰆𐰪𐰸𐰸‎ t-o-ň-uq-uq, кит. 暾欲谷)  — политический и военный деятель восточных тюрков, стоявший вместе с Кутлугом у истоков формирования Второго Восточно-тюркского каганата (VII — VIII ВВ.), советник при Капаган-кагане и Бильге-кагане, участник и инициатор многочисленных походов восточных тюрков против Империи Тан, киданей, тогуз-огузов, кыргызов и тюргешей.
Восхвалению заслуг Тоньюкука посвящены эпитафии в Баин-Цокто. Тесть Могиляна.

## Имя
На эпитафиях имя советника вырезано как  𐱃𐰆𐰪𐰸𐰸 (t1-o-ɲ-uq1-uq1), хотя из-за ряда разногласий среди востоковедов, например, о значении дополнительных знаков, произношение и возможные значения имени остаются спорными (Tunuquq , Tonuquq , Tuj-uquq , Toɲ Yuguq , Tujun-oq , Tojuquq , Tuɲoqoq). В 1958 году А.У. Элёве, разделив имя на Тон/Тун и -укук, нашёл соответствие в «Диван люгат ат-турк» с «tūn ogul» — «первенец мужского пола [этой] женщины». Впоследствии, основываясь на его работе, С.Г. Кляшторной возводил часть имени от *joq/*iuq, сравнивая с древнеуйгурским «хранить», «ценить», где девербатив на -uk, по его мнению, мог означать «то, что сохраняется»,«клад», «сокровище»; использовав впоследствии  ономастической анализ как одно из доказательств тождественности Тоньюкука и Юань-Чжэня. По мнению О.Ф. Серткая имя можно разделить на toń и ukuk, где «ton»  — «ясный», «чистый», а uk-uk — умеющий, понимающий, а следовательно Tonuquq — первый, кто осознал . Т. Текин считал, что Tunyukuk может быть не именем собственным, а обозначать «первый визирь». Свои версии значения слова выдвигали В.М. Наделяев, М.Ëлмез (M. Ölmez) и другие исследователи.
Практически всегда оно упоминается с приставкой «бильге» (𐰋𐰃𐰠𐰏𐰀) — 𐰋𐰃𐰠𐰏𐰀:𐱃𐰆𐰪𐰸𐰸 (Бильге-Тоньюкук), где большую работу по возможным значениям «политической» терминологии тюрок проделал Р. Жиро, предположив связь между высокой должностью и ответственностью перед народом. Bilgä — «мудрый, вещий», например, как один из двух предикатов кагана наравне с алп, «мужественный» («должен быть мудр и мужественен»). 
Китайское написание 暾欲谷 и возможное произношение Tūn yù-gǔ, известно из капитального труда китайского историка и политика Ду Ю «Тундянь» (801 год), где в 198 томе описывается диалог между Тоньюкуком и каганом, расходившихся во мнении о строительстве города:
Тон Ю Гу сказал: «Нет, тюрков мало, и далеко [расселены] друг от друга, не смогут справиться даже с малым количеством китайцев. Поэтому те, кто может сопротивляться, ищут воду и пастбища, их занятие стрельба из лука и охота, искусство боя. Если они сильны, то будут атаковать сообща, а если слабы — прятаться в лесах и горах».Ду Ю, 通典/卷198
Оригинальный текст (кит.)暾欲谷曰：「唐主英武，人和年豐，未有閒隙，不可動也。我眾新集，猶尚疲羸，須且息養三數年，始可觀變而舉。」小殺又欲修築城壁，造立寺觀，暾欲谷曰：「不可。突厥人戶寡少，不敵中國百分之一，所以常能抗拒者，正以隨逐水草，居處無常，射獵為業，人皆習武。強則進兵抄掠，弱則竄伏山林，唐兵雖多，無所施用。若築城而居，改變舊俗，一朝失利，必將為唐所併。且寺觀之法，教人仁弱，本非用武爭強之道，不可置也。」小殺等深然其計

## Гипотеза Хирта
Одним из первых выдвинул гипотезу о том, что Ашадэ Юань-Чжэнь (史德元珍) и Тоньюкук одно и тоже лицо был Фридрих Хирт, заметивший сходство в биографии деятелей. Оба родились в Чанъани и затем перешли на сторону мятежных Империи Тан племён. Несмотря на то, что источники прямо описывают гибель Юань-Чжэня от тюргешей в 693 году, сам Ф.Хирт выдвинул предложение, что он выжил. Гипотезу поддержали С.Г. Кляшторный, В.В. Бартольд, Г.Е. Грумм-Гржимайло и ряд других алтаистов. Поздне она была подвергнута критике Ли Мао-Цаем, который нашёл множество ошибок в переводе интерпретации востоковедами Старой и Новой Тан-Шу. Л.Н. Гумилев также сомневался в её правдоподобии, подвергнув к свою очередь критике возможность незнания сослуживцами и таньскими чиновниками тюркского имени Юань-Чжэня. Помимо этого историк обращал внимание, что в Чанъани было много тюркских людей, которые получили образование.
Попытки С.Г. Кляшторного подтвердить гипотезу тождественностью имён — «Юань-Чжэнь» (元珍) и «Тон-укук» как «первородное богатство», с отсылкой на анализ А.У. Элёве (Tun Yokuk, от встречаемого в DLT «tūn ogul»), не нашли впоследствии сторонников.

## Биография
Важным источником по изучению биографии Бильге-Тоньюкука являются орхоно-енисейские эпитафии, разделяющиеся на Кашо-цайдамские (каганские), надписи Тоньюкука и Алп Эльэтмиша (Терхинский памятник) и другие. Надписи носят панегирический характер, поэтому их авторы склонны преувеличивать заслуги о персонах, которым эпитафии посвящены. 
Другими источниками по данной эпохе служат китайские династические хроники времён Тан (хотя они были написаны позднее) — Чжу Тан-Шу (旧唐书, Старая Тан-Шу, СТШ) и Син Тан-Шу (新唐书, Новая Тан-Шу, НТШ). Помимо них работы таких историков Ду Ю («Тундянь»), Сыма Гуан и других.

### До 682 года
Я сам, Мудрый Тоньюкук, воспитан для государства Табгач, так как весь тюркский народ был в подчинении у Табгач
Год и место рождения Тоньюкука являются предметом спора востоковедов, из надписей в Баин-Цокто известно, что он получил китайское образование, впоследствии сыграв значительную роль в начале восстания.

Первоначально мятеж потерпел поражение, осталось всего 700 крепких телом и духом мужей, на одну треть пеших воинов. Они сплотились вокруг шада Кутлуга и он, Тоньюкук, был первым кто примкнул к нему, хотя и сомневался в умении царевича разбираться в людях::
Я думал, если будущий хан вообще знает, что есть тощие быки и жирные быки, он не знает, который жирный бык и который тощий бык. Так как небо даровало мне знание, то, несмотря на малые способности хана, я сам захотел его ханом.
Постепенно собрав под свои знамёна больше тюркских кочевников, Кутлуг, именовавшийся теперь Ильтерис-каганом, начал новые нападения на Танский Китай. Среди присоединившихся к нему был Ашадэ Юань-Чжэнь (682 год), ставший военачальником (апатарханом) у бунтовавших тюрков.

### С 682 года и до смерти Кутлуга
Если слабое сделается крепким, то то, что может разорвать это будет герой. Мы должны прийти на востоке к киданям, на юге к табгачам, на западе к западным тюргешам и на севере к огузам, с двумя-тремя тысячами нашего войска. Может ли это быть? Так я просил
С момента присоединения к мятежу Кутлуга Юань-Чжэнь, объединившиеся два крыла тюркских перемен начали экспансию на Китай. Уже в 682 году Юань-Чжэнь попытался взять военное губернаторство Шаньюй, но был разбит Се Жэнь-Гуем. Но это не остановило кочевников, и в 683 году они вышли к реке Хуанхэ, после чего императрица У укрепила границы, назначив Ю Увэй Цзянь-Цзюня военачальником округа. Несмотря на попытки Кутлуга сломить оборону китайцев, значительных успехов достичь не удалось.
Между тем ухудшающиеся к 690 году климатические условия, вызвали необходимость Кутлуга воевать не только с Китаем, но и с другими кочевыми племенами. Как сам Тоньюкук описывал те годы: «Враги наши были кругом как хищные птицы, мы были для них падалью». Ситуация для тюрков стала крайне опасной, когда Баз-каган тогуз-огузов составил план нападения на Кутлуга со трёх сторон: китайцев с юга, уйгуров с севера, киданей с востока. Когда эти сведения проникли в ставка кагана, Тоньюкук предложил самим превентивно напасть на врагов, и хотя численность всадников была небольшая, но начав с атаки на западных тюрок, которые не могли оказать сильного сопротивления, разрушить коалицию врагов. Кутлуг принял этот план, направив на запад тысячу всадников с Юань-Чжэнем, на север две тысячи во главе с самим Тоньюкуком против тогуз-огузов.
Встреча отряда Тоньюкука с Баз-каганом произошла у реки Туул. Уйгуры были разгромлены, а сам Баз-каган погиб.
Но насколько удачным был поход на север, настолько безрезультатным закончилось выступление против тюргешей на западе, где тюркские отряды были разгромлены превосходящим по численности врагом, а сам Юань-Чжэнь погиб в 693 году. Точная дата смерти Кутлуга неизвестно, но ряд востоковедов датирует смерть Ильтерис-кагана между 691-693 годами.

### Отюкенская чернь
Прошел слух, что я привел тюркский народ в землю Отюкэн и что я сам, Мудрый Тоньюкук, избрал местом жительства землю Отюкэн, пришли южные народы, западные, северные и восточные народы.
Отряды кочевников, которые пошли вместе с Тоньюкуком, стали основным населением, созданной в Отюгенской черни ставки кагана. Место было очень подходящим, так как была отдела пустыней от Китая, а центральное положение позволяло контролировать помимо Монголии, Южную Сибирь и часть Манчжурии.  
Каганом стал младший брат Кутлуга, известный по китайским источникам как Мо-Чо, Капаган-каган. Новый правитель тюрков вёл агрессивную политику, совершая набеги на северные и северо-восточной районы Китая. Воспользовавшись недовольством в этой стране императрицей У, Мо-Чо начал поход, известный из орхоно-енисейских эпитафий как «Война на Шантунгской равнине, орошаемой Яшиль-угюзом». Началом принято считать разгром киданьской орды Мо-Чо, с последующим масштабным вторжением на территорию префектуры Шаньдун, а также Линчжоу и Шэнчжоу. Несмотря на то, что китайцам удалось на время отогнать кочевников, принявшему командование армией Тоньюкуку удалось «разрушить 23 города».

### Саянский поход
Кагана мы их умертвили. Кыргызскиый народ вошёл в подчинение кагану и повиновался ему
К началу VIII века серьёзную угрозу для восточных тюрков начали представлять киргизы. Хотя Могиляну удалось разбить чиков и азов в 709 году, непосредственно кыргыские племена оставались недоступными из-за Кёгменской черни (Когмэнский перевал). Тоньюкук предложил обернуть труднопроходимость Саянского перевала в свою пользу, найдя проводника через него. После чего, вместе с Куль-тегином и отрядом тюрок двинулся вниз по течению реки Анадырь, где по дороге убил запутавшегося проводника, наконец выйдя на основные силы кыргызов. Отдохнув и дождавшись ночи, Тоньюкук и его отряд напали на спящих врагов, плотностью разгромив их.

### Поход против тюргешей
Я без дороги перевалил Алтунскую чернь. Мы переправились без брода через реку Иртыш и, не делая остановки на ночь, рано утром достигли Болчу.
Разгромив кыргызов, Капаган-каган решил не наступать на западных тюрков и тюргешей, помня ещё поражение Юань-Чжэня в этих краях. Вместо этого он блокировал перевал через Алтунскую чернь 20 тысячным войском Инэль-кагана и Могиляна под командованием Тоньюкука, которому было запрещено нападение на врага, за этим должен был следить апатархан (военачальник). Но советник ослушался приказа, перейдя с небольшим отрядом отроги Алтунской черти, внезапно напал на группу тюргешей (на народ «десяти стрел») у реки Болчу, пленив их.. В 712 — 713 года тюрки форсируют  Сырдарью, но потерпели поражение от арабов.

### При Куль-тегине
В 716 году царевич Куль-тегин совершил военный переворот, свергнув кагана Кучука, вырезав часть знати и советников.Но Тоньюкук выжил, возможно, заранее предвидев такой ход событий, выдав свою дочь замуж за Могиляна. Сначала он был в опале, но впоследствии Куль-тегин вернул ему титул советника, возможно, из-за того авторитета, что был у Тоньюкука среди восточных тюрков согласно китайским источникам. Каганом под именем Бильге был провозглашён Могилян, старший брат Куль-тегина. 
Восточный каганат в это время переживал не лучшие времена, мира с Империей Тан не было. В 198 томе Старой Тан-Шу описываются планы Бильге-кагана о строительстве в Отюкенской черни города и покровительству буддизма. Прибывший Тоньюкук приводит доводы против этого. Л.Н. Гумилев считал это началом создания мягкой антикитайской коалиции среди кочевников, для совершения набегов «чтобы вынудить у врага мир, не доводя его до необходимости бороться до конца».
Тем не менее, Империя Тан начала масштабные боевые действия, сформировав в свою очередь коалицию с монгольскими племена и басмалами. Императором была собрана армия в 300 тысяч человек, которые должны были двинуться вперёд. Тоньюкук, остававшийся до конца жизни верным своей тактики прямого не нападения, посоветовал кагану покинуть ставку, дожидаясь проблем с провизией у китайцев, но когда те опоздали, и первыми к ставке пришли басмалы, Тоньюкук предложил не обращать на них внимания, а двинуться сразу в тыл врага, к Бишбалыку. Взяв город, Тоньюкук дождался возвращения изголодавшихся басмалов, пленив их.